# Eritreas fodboldlandshold
Eritreas fodboldlandshold repræsenterer Eritrea i fodboldturneringer og kontrolleres af Eritreas fodboldforbund.